# Dehngymnastik

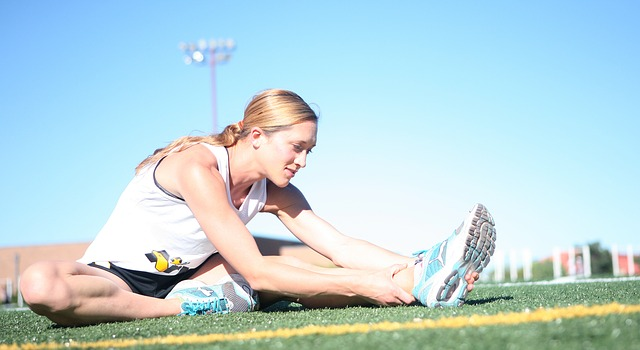
Dehngymnastik

Dehngymnastik ist eine Übungsform im Rahmen des sportlichen Trainings, bei der Muskeln unter Zugspannung gesetzt werden, um eine verbesserte Beweglichkeit und Gelenkigkeit zu erreichen inklusive der damit verbundenen sporttechnischen wie auch konditionellen Optimierung. Vermutet werden ferner ein vermindertes Verletzungsrisiko, positive Einflüsse sowohl auf die Erholung der durch Ermüdung verkürzten Muskulatur als auch auf die Psyche.
Im Bereich der Physiotherapie wird Dehngymnastik darüber hinaus eingesetzt, um muskuläre Dysbalancen zu verringern und pathologische Probleme durch Muskelverkürzungen zu beheben, sowie die Wiederherstellung nach Verletzungen zu beschleunigen.
Dehngymnastik ist populär, vor allem in der statischen Variante, die unter der Bezeichnung Stretching weithin bekannt geworden ist. Diese Popularität zeigt sich unter anderem auch augenfällig in einer großen Auswahl entsprechender Ratgeberliteratur.

## Entwicklung
Lange Zeit wurde die Dehngymnastik kaum erforscht und traditionell versucht, mittels Federn und Wippen (dynamisches Dehnen) die Reichweite der Bewegungen zu vergrößern. In den 1980ern fanden diese Übungen erstmals größere Beachtung und wurden schnell als angeblich schädlich verworfen, da – so die Vermutung – die ruckartigen Bewegungen reflektorische Kontraktionen hervorrufen könnten. Empfohlen wurde stattdessen statisches Dehnen, bei dem in der finalen Dehnungsposition verharrt wird. In der Folgezeit fand das statische Dehnen weite Verbreitung, vor allem unter der aus dem anglo-amerikanischen Sprachraum übernommenen Bezeichnung Stretching. Basierend auf den Grundprinzipien des statischen Dehnens wurden einige weitere Methoden entwickelt, die vor oder parallel zum Dehnungsreiz eine Anspannung des Muskels, beziehungsweise seines Gegenspielers (Antagonist), setzen, um eine reflektorische Entspannung des zu dehnenden Muskels zu erreichen. Ab den 1990er Jahren wurden nach und nach die vermeintlichen grundsätzlichen Vorzüge des statischen gegenüber dem dynamischen Dehnen als falsch erkannt und eine differenzierte Betrachtungsweise erarbeitet.

## Anatomie und Physiologie
Muskeln bestehen aus zwei Arten von Strukturen: solchen, die sie bei Aktivierung unter Energieverbrauch verkürzen (Aktin- und Myosinfilamente), und solchen, die passiv-elastisch eine unphysiologische Längenzunahme verhindern (Connectinfilamente in den Muskelfasern und selbige, wie den gesamten Muskel, netzartig umhüllendes Bindegewebe).

Schematische Darstellung der fibrillären Struktur einer Muskelfaser

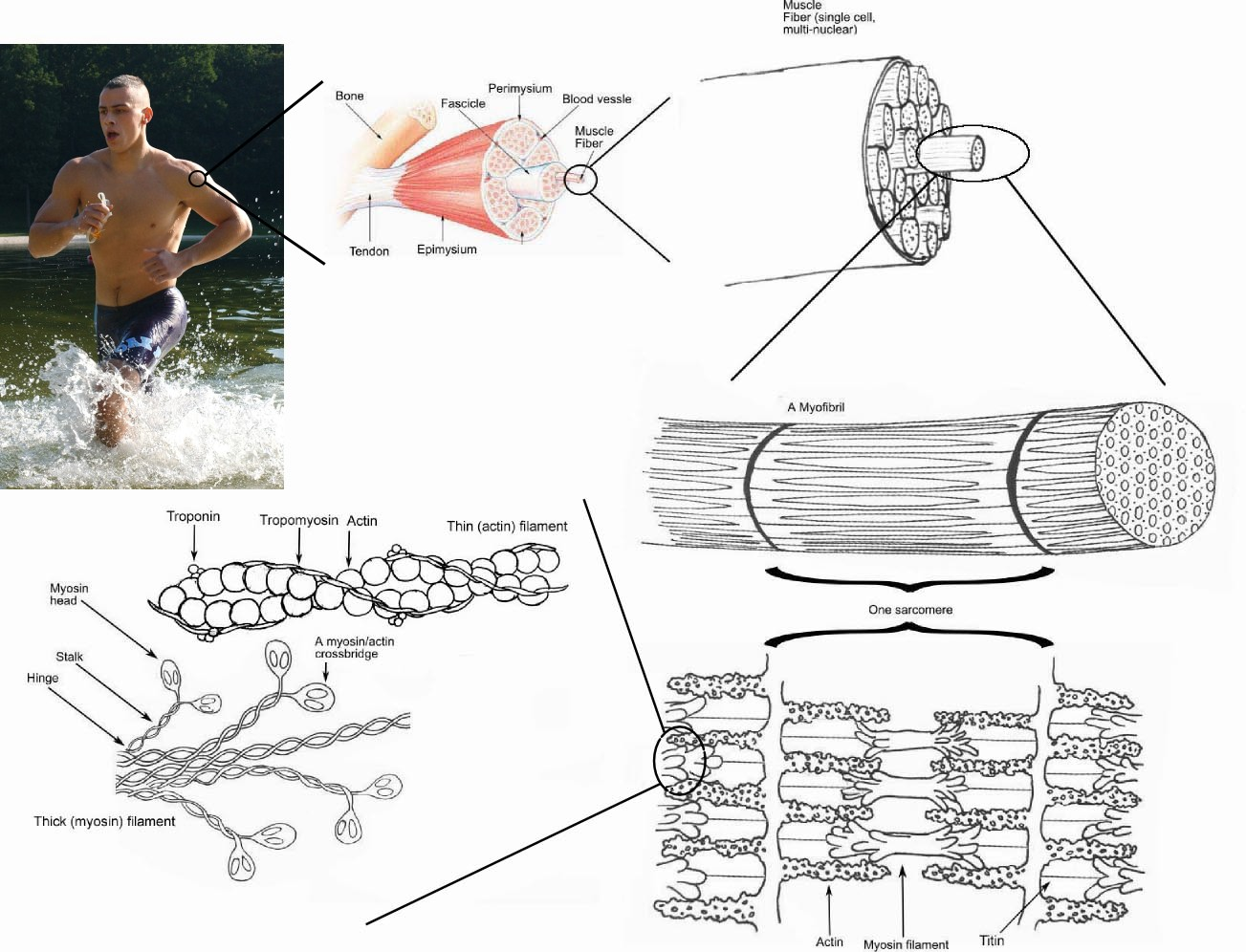
Aufbau eines Skelettmuskels in zunehmender Vergrößerungsstärke

Entgegen früheren Annahmen werden Muskeln durch Dehnübungen nur in Ausnahmefällen verlängert: Sie ziehen sich unter Normalbedingungen stets in ihre ursprüngliche Form zurück. Hauptverantwortlich hierfür ist ein riesiges Molekül namens Titin, das als Connectinfilament Aktin- und Myosinfilamente elastisch miteinander und mit den Z-Scheiben, auf denen die Aktinfilamente fußen, verbindet und so den Formerhalt der Muskeln bewirkt. Die bindegewebigen Strukturen innerhalb und außerhalb der Muskeln werden erst bei sehr starker Dehnung merklich belastet, ihre welligen Fasern dadurch leicht gestreckt. Dieser so genannte Creep-Effekt hält einige Minuten bis höchstens etwa eine Stunde an und kann daher nur für direkt nachfolgende Übungen genutzt werden.

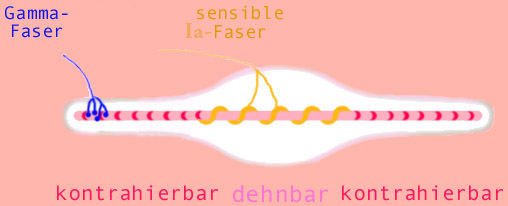
Schematischer Aufbau einer Muskelspindel

Muskeln besitzen zudem Dehnungsrezeptoren (Muskelspindeln), die über eine Verschaltung im Rückenmark ihren Dehnungsgrad ans Gehirn melden, wo dieser im Rahmen der Bewegungsplanung verrechnet und gegebenenfalls der Befehl zur Gegenspannung erteilt wird. Durch Dehnung der Muskeln kann die Reizschwelle dieses Systems herabgesetzt werden, was eine stärkere Muskeldehnung im Zuge nachfolgender Bewegungen ermöglicht.
Durch ihre elastischen Rückstellkräfte weisen ruhende Muskeln stets eine Grundspannung (Ruhetonus) auf, von der man annahm, sie könnte durch Dehnübungen verringert werden. Wenn überhaupt erhöht sie sich jedoch eher noch, während regelmäßiges Dehnen mittels Zug an den Z-Scheiben einen Zuwachs an passiv stabilisierendem Titin erzeugt – ebenso wie Kraftübungen, bei denen in gleicher Form Kräfte auf die Z-Scheiben einwirken. Dieser Effekt ist durchaus erwünscht, denn die daraus resultierende Erhöhung der so genannten Stiffness (engl. für ‚Steifheit‘ oder ‚Festigkeit‘) des Muskels verbessert die Speicherung und Wiedergewinnung von Energie im physiologischen Dehnungs- und Verkürzungszyklus. Das hingegen, was gemeinhin als permanente Muskelverkürzung bezeichnet wird, ist keine strukturelle Längenminderung, sondern ein Zeichen muskulärer Dysbalancen infolge Fehlbelastung: Ruhelänge und Längenänderungsvermögen eines Muskels ergeben sich aus seiner tagtäglichen Beanspruchung. Eine scheinbare Verkürzung kann daher nur behoben werden durch eine ausbalancierte, aufrechte Körperhaltung und den physiologischen Spielraum regelmäßig weitestgehend ausnutzende Bewegungen, sowie gegebenenfalls durch eine gezielte Aktivierung und Kräftigung zu schwacher Antagonisten.

## Begriffsbestimmungen und Trainingsmethoden
Beweglichkeit ist eine motorische Fähigkeit, welche gekennzeichnet ist durch die Amplitude, die mittels innerer Kräfte (aktiv) in der jeweiligen Endstellung der Gelenke erreicht werden kann. Der durch äußere Kräfte (passiv) erreichbare Umfang der Bewegung wird im Unterschied dazu als Gelenkigkeit bezeichnet. Dehnübungen bewirken einen Zug am Gewebe, vor allem in Längsrichtung, wodurch Beweglichkeit und Gelenkigkeit verbessert werden können. Dehnen kann aktiv, durch Anspannung von Antagonisten, erzeugt werden oder passiv, indem Schwerkraft, Schwung, äußere Widerstände (Partner, technische Hilfsmittel) oder nicht direkt antagonistisch wirkende Muskeln genutzt werden. Beim Dehnen wird unterschieden in dynamische (bewegte) und statische (unbewegte) Methoden. Die als statische Dehnübungen konzipierten Varianten können auch dynamisch durchgeführt werden.

### Dynamisches Dehnen
Weiche, schwunghaft in der Dehnposition federnde Bewegungen helfen, Bewegungseinschränkungen, wie etwa Verspannungen, zu lösen, sämtliche bewegte Muskeln inklusive deren Leitungsbahnen zu aktivieren und die intermuskuläre Koordination zu schulen. Die eigentliche dehnende Komponente wird hierbei begrenzt durch die Kraft der Muskeln. Diese Dehnübungen unterstützen im Anschluss an die erste Aufwärmphase die sportlichen Leistungsvorbereitungen – insbesondere wenn sie in mehreren Abschnitten von je nur 10–20 Sekunden gut kontrolliert, etwas kraftvoller (pumpend) ausgeführt werden ohne starke Dehnungsreize zu setzen.

### Statisches Dehnen (Stretching)
Nachdem die zu dehnende Muskelgruppe aktiv oder passiv in eine Dehnstellung gebracht wurde, wird sie in dieser Position wiederholt jeweils rund 10–20 Sekunden gehalten. Besonders bei den aktiven Varianten werden zusätzlich mittels Muskelanspannung hemmende Neurone aktiviert und so die Spannbereitschaft des gedehnten Muskels eine Zeitlang verringert. Während der gesamten Übung ist die Blutversorgung aller beteiligten Gewebe deutlich eingeschränkt und häufig zeigt sich auch eine überhöhte Anspannung des gesamten Körpers. Das statische Dehnen eignet sich daher eher für isolierte Trainingseinheiten als zur Leistungsvorbereitung.
Es lassen sich drei grundlegend unterschiedliche Methoden des statischen Dehnens unterscheiden: das passive statische Dehnen, das aktive statische Dehnen und das Anspannungs-Entspannungs-Dehnen.
Beim passiven statischen Dehnen wird der Zielmuskel in einer durch äußere Kräfte herbeigeführten Dehnstellung gehalten. Dies ist eine besonders kontrollierbar, in vielen Bereichen angewandte, aber insgesamt wenig effektive Methode, die auch in Form von Entspannungsübungen eingesetzt wird.
Beim aktiven statischen Dehnen wird während der Dehnungsphase des Zielmuskels dessen Antagonist maximal angespannt. Dies löst vermutlich eine reziproke Vorwärtshemmung des Zielmuskels aus – ein Prinzip, das beschreibt, wie der Gegenspieler eines angespannten Muskels automatisch gehemmt wird, um dessen Verkürzung nicht durch eine unwillkürliche Kontraktion, ausgelöst durch die Dehnungsrezeptoren, zu behindern. Diese Methode kann anatomisch bedingt nicht bei allen Muskeln gleichermaßen effektiv eingesetzt werden.
Beim Anspannungs-Entspannungs-Dehnen (Synonyma: PIR-Dehnen, von post-isometrische Relaxation und CHRS-Dehnen, von engl. Contract-Hold-Relax-Stretch) wird der Zielmuskel vor Beginn der eigentlichen Dehnprozedur in Ruhestellung isometrisch (ohne zu verkürzen) maximal angespannt. Nachdem die Anspannung aufgelöst wurde, folgt eine statische Dehnung. Zum Beispiel legt die dehnende Person ihren Unterschenkel bei gewinkeltem Knie auf die Schulter eines Partners und versucht, diese durch maximale Anspannung der Ischiokruralmuskulatur nach unten zu drücken. Anschließend wird das Bein gestreckt und Richtung Vorderseite des Körpers gezogen.
Eine Kombination von Anspannungs-Entspannungs- und aktivem statischem Dehnen hat sich in aktuellen Studien als effektivste Methode zur Verbesserung der Beweglichkeit erwiesen und wird daher empfohlen.

## Einsatz im sportlichen Training
Neben isolierten Trainingseinheiten zur alleinigen Verbesserung der Beweglichkeit oder bei den seltenen echten muskulären Verkürzungen wird submaximales statisches Dehnen auch zum sanften Nachdehnen am Ende einer Trainingseinheit, nach langsamem, lockerndem Laufen empfohlen, um zu entspannen, den erhöhten Muskeltonus herunterzubringen und sportspezifische Haltungs- und Beugehaltungsadaptationen zu vermeiden. Einige Muskeln neigen verstärkt zur funktionellen Verkürzung und benötigen deshalb nach jeder sportlichen Tätigkeit Dehnung; nämlich die hintere und seitliche Halsmuskulatur, die vordere Brustmuskulatur, sowie die vordere, die hintere und die innenseitig gelegene Oberschenkelmuskulatur.
In der Aufwärmphase zur Leistungsvorbereitung ist intensives statisches Dehnen dort förderlich, wo im Anschluss maximaler Bewegungsspielraum benötigt wird, da es Kraft und Spannbarkeit der Muskeln verringert, wodurch die Leistungsfähigkeit herabgesetzt wird. In der Leistungsvorbereitung für Sportarten, bei denen es zu schnellkräftigen Bewegungen oder zu großen Gelenkausschlägen kommt, können kurze Sequenzen von submaximalem, vorzugsweise dynamischem Dehnen helfen, das Verletzungsrisiko zu verringern.

## Verletzungsgefahr
Dehnübungen sind mit Bedacht auszuführen. Wird deutlich über eine leichte bis mittlere Schmerzhaftigkeit hinaus gedehnt oder bereits vorgeschädigtes Gewebe weiter beansprucht, können Faserrisse an Muskeln, Sehnen oder Bändern, sowie Gelenkknorpelschäden provoziert werden. Dies kann unbemerkt geschehen, da durch intensives Dehnen der muskeleigene Dehnungsschutzreflex und das Schmerzempfinden im Gewebe gleichsam reduziert werden können. Ein besonders häufiger Fehler sind beispielsweise intensive Dehnübungen trotz Vorliegen eines Muskelkaters. Dabei wird die Schutzspannung, die dem durch kleine Muskelfaserrisse geschädigten Gewebe die nötige Ruhe zur Ausheilung gewährleisten soll, als lästige Verspannung fehlgedeutet und durch Zug am Gewebe weiterer Schaden provoziert.
Insgesamt gesehen ist die Verletzungsgefahr beim Dehnen jedoch sehr gering. Da eine allgemein gute Beweglichkeit, wie sie durch regelmäßiges Training erreicht werden kann, auch die Bewegungssicherheit erhöht, kann Dehngymnastik sogar die Wahrscheinlichkeit von Verletzungen der Muskulatur durch schlecht koordinierte Bewegungen verringern.